# Bitwa pod Swisztowem
Bitwa pod Swisztowem – jedna z bitew rozpoczynających wojnę rosyjsko-turecką w latach 1877–1878. Rozpoczęła się w nocy 26 czerwca 1877 r., kiedy rosyjski generał Michał Iwanowicz Dragomirow zdecydował o sforsowaniu Dunaju w rejonie Swisztowa przy pomocy flotylli małych łodzi i zaatakować turecką twierdzę, której garnizon poddał się następnego dnia. W rezultacie, po przeprawie sił głównych, oddziały rosyjskie były gotowe do zaatakowania Nikopola.